# Symmius caudatus
Symmius caudatus is een pissebed uit de familie Chaetiliidae. De wetenschappelijke naam van de soort is voor het eerst geldig gepubliceerd in 1904 door John Richardson.